# Postgebäude Residenzstraße 24–25
Das Postgebäude Residenzstraße 24–25 war eine Poststelle in der Residenzstraße in Berlin-Reinickendorf, in der Nähe der Siedlung Paddenpuhl und des Schäfersees. Es wurde 1926 erbaut und ist heute ein gelistetes Baudenkmal. Heute wird das Gebäude von der Deutschen Post als Postbank Finanzcenter verwendet. Vor dem Eingangsbereich befinden sich Briefkästen sowie ein Briefmarkenautomat.

## Geschichte

### Vorgeschichte zum Postgebäude in der Residenzstraße 24
Vor der Gründung eines Postamtes in Reinickendorf wurde es seit dem Jahr 1869 durch eine Personenpostlinie aus dem Gesundbrunnen versorgt. Es befand sich jedoch schon im Jahre 1856 eine Posthilfsstelle in Alt-Reinickendorf 44, allerdings konnten dort nur Briefmarken gekauft werden. Dies änderte sich als am 1. April 1876 eine Postagentur durch die Deutsche Reichspost in der Residenzstraße 49 eröffnet wurde. Aufgrund des gestiegenen Postaufkommens wurde es am 1. Januar 1885 in ein Postamt III. Klasse umgewandelt. Man verlegte dieses im Jahr 1890 in das Haus Residenzstraße 50. 1899 zog es in die Residenzstraße 106 auf der gegenüberliegenden Straßenseite. Nachdem im Jahre 1900 der Postzustellbezirk Reinickendorf-Ost gegründet wurde, wurde das Postamt am 1. April 1901 in ein Postamt II. Klasse und später am 1. April 1907 in ein Postamt I. Klasse umgewandelt und am 1. April 1908 im Erdgeschoss der Residenzstraße 43–44 als Postamt Reinickendorf Ost 1 neueröffnet. Die 1901 in der Winterstraße 25 gegründete Postagentur Reinickendorf-Schönholz fungierte um 1910 als Postzweigstelle für das Postamt Berlin-Reinickendorf Ost 1. Im Postamt Berlin-Reinickendorf Ost 1 waren 1912 41 Beamte und 58 Unterbeamte beschäftigt. Mit dem 1. April 1912 erhielt das Postamt in der Residenzstraße 43–44 die Bezeichnung Berlin-Reinickendorf Ost 1, verblieb dort bis in das Jahr 1931. Das Adressbuch von 1929 verzeichnet in der Residenzstraße 43–44 das Fernsprechamt Berlin-Reinickendorf Ost 1 sowie das Telegram Büro.

### Postgebäude in der Residenzstraße 24
Im Jahre 1925 erwarb die Deutsche Reichspost das Grundstück Residenzstraße 24–25 und ließ bis in das Folgejahr 1926 ein neues Postgebäude mit angrenzender eingeschossiger Schalterhalle sowie ein Nebengebäude in einem expressionistischen Stil nach dem Entwurf des Postbaurates Robert Gaedicke erbauen. Nach der Fertigstellung wurde es am 31. März 1927 als Postamt Berlin-Reinickendorf Ost 1 bezogen. Die im Hinterhof erbaute Schalterhalle bot 14 Schalter sowie einen Schalterraum für Paketannahme und die Postfachannahme. Es wurde zunächst durch die Postschaffner R. Engmann und G. Jayn und den Postdirektor O. Gramberg geleitet. Seit 1933 wird dort nun auch eine Fernsprechvermittlungsstelle verzeichnet, in welcher 1935 der Telegrafist und Werkmeister W. Könicke verzeichnet ist. 1936 verzeichnet das Adressbuch den Postmann G. Schlawien, dafür tritt hingegen der Postdirektor dem Anschein nach in den Ruhestand.
Im Zweiten Weltkrieg und der abschließenden Schlacht um Berlin wurde der Postverkehr in Teilen unterbrochen. Nach dem Ende des Krieges mit der Bedingungslosen Kapitulation der Wehrmacht konnte der Postverkehr unter den Bestimmungen der Besatzungsmächte schrittweise wieder fortgeführt werden. Das Postamt Berlin-Reinickendorf Ost 1 konnte schon im Juni 1945 seinen Dienst wieder aufnehmen. Nachdem im Jahre 1949 der Ost-Sektor seine Postzustellungen selbst verwaltete, einige Grundstücke im Bezirk Pankow wurde zuvor durch das hiesige Postamt beliefert, wurde im Jahre 1952 die Bezeichnung Ost entfernt, sodass keine Verwechslung der Lage im Ost-Sektor entstand. Es hieß nun fortan Postamt Berlin-Reinickendorf 1. Bei Renovierungsarbeiten im Jahre 1957 starb ein 57-jähriger Maler aus Borsigwalde, nachdem aus der Höhe des ersten Stockwerkes auf den Bürgersteig gestürzt ist. Nach der Einführung des neuen bundesdeutschen Postleitzahlensystems 1962 wurden die Nummern der Alt-Berliner Zustellbezirke ohne die Abkürzungsbuchstaben weitergeführt, sodass der Postzustellbezirk Reinickendorf-Ost die Bezeichnung Berlin 51 bekam. Am 1. September 1969 wurden alle angegliederten Poststellen dem Postamt Berlin 51 unterstellt.
Bei einem grundlegenden Umbau des Postgebäudes ab 1976 wurde unter anderem der Schalterhallenbau durch einen unterkellerten dreigeschossigen Neubau ersetzt. Der Betrieb im Neubau konnte anschließend im Juni 1979 wieder aufgenommen werden. Mit der Privatisierung der Deutschen Bundespost und dem Wandel zur Deutschen Post AG wurde das Postamt im Juni 1995 zur Postfiliale Berlin 51. Heute ist im Gebäude ein Finanzcenter der Postbank untergebracht.

## Gebäude
Das Postgebäude ist durch seine freistehende, dreieckig hervorspringende Pfeilerfassade charakterisiert. Sie ist traditionell durch schmale Gesimsbänder in drei geteilt. Das fünfgeschossige Gebäude überragt in stilistischer sowie in städtebaulicher Hinsicht die angrenzenden Wohnbauten des Architekten Erwin Gutkinds. Begründet wird dies durch eine Entscheidung der Reinickendorfer Baupolizei aus den 1920er Jahren, nach dem sich öffentliche Gebäude aus dem Straßenbild hervorheben müssen. Die gewählte expressionistische Formensprache gliedert sich jedoch den imposanten Wilhelminischen Mietskasernen in der Residenzstraße an. Die im Fischgrätmuster verlegten Wandfliesen sowie das mit Eisen geschmiedete Tor zum Hinterhof stehen im Dialog zur gewählten Formensprache und vermitteln von einer expressionistischen Innenausstattung.